# Islote Ballena
Die Islote Ballena (spanisch für „Walinsel“) ist eine kleine Insel im Palmer-Archipel vor der Westküste der Antarktischen Halbinsel. In der Gruppe der Melchior-Inseln liegt sie vor der Etainsel.
Argentinische Wissenschaftler benannten sie.